# Стоктон (Мериленд)
Стоктон (енгл. Stockton) насељено је место без административног статуса у америчкој савезној држави Мериленд.

## Демографија
По попису из 2010. године број становника је 92, што је 51 (-35,7%) становника мање него 2000. године.
| Група             | 2000.      | 2010.      |
| Белци             | 53 (37,1%) | 62 (67,4%) |
| Афроамериканци    | 87 (60,8%) | 23 (25,0%) |
| Азијати           | 0 (0,0%)   | 1 (1,1%)   |
| Хиспаноамериканци | 0 (0,0%)   | 4 (4,3%)   |
| Укупно            | 143        | 92         |